# Lorenz Rohde
Lorenz Rohde  (Rendsburg, 23 maart 1894 – Eberbach, 15 november 1973) was een Duits componist en militaire kapelmeester.

## Levensloop
Rohde studeerde onder andere bij Paul Hindemith aan de Hochschule für Musik in Berlijn. Aldaar behaalde hij zijn diploma als "Musikmeister" en werd dirigent (Stabsmusikmeister) bij verschillende militair kapellen van het Duitse leger. Sinds 1933 was hij voor een bepaalde tijd ook dirigent van het Symfonieorkest Fulda. Na de Tweede Wereldoorlog richtte hij in Lüneburg een speciale winkel onder de naam "Star" op, in die hij noten-schrijfpapier aanbod. In 1952 vertrok het bedrijf van Lüneburg naar Eberbach. Intussen is de 3e generatie in dit bedrijf.

## Composities

### Werken voor harmonieorkest
- Freundschaftsgrüße
- Gloria Fanfare, voor harmonieorkest
- Jagdherrn Ruf
- Kreta-Marsch
- Ouvertüre zu einem Volksfest

## Publicaties
- Kurzgefasste leichtverständliche Harmonielehre, Eberbach, Star-Notenschreibpapiere